# NGC 545
NGC 545 est une vaste galaxie lenticulaire située dans la constellation de la Baleine. NGC 545 a été découverte par l'astronome germano-britannique William Herschel en 1785.

## Caractéristiques
Sa vitesse par rapport au fond diffus cosmologique est de 5 032 ± 23 km/s, ce qui correspond à une distance de Hubble de 74,2 ± 5,2 Mpc (∼242 millions d'al).
À ce jour, 16 mesures non basées sur le décalage vers le rouge (redshift) donnent une distance de 70,706 ± 15,280 Mpc (∼231 millions d'al), ce qui est à l'intérieur des valeurs de la distance de Hubble.

## Groupe de NGC 545 et Abell 194

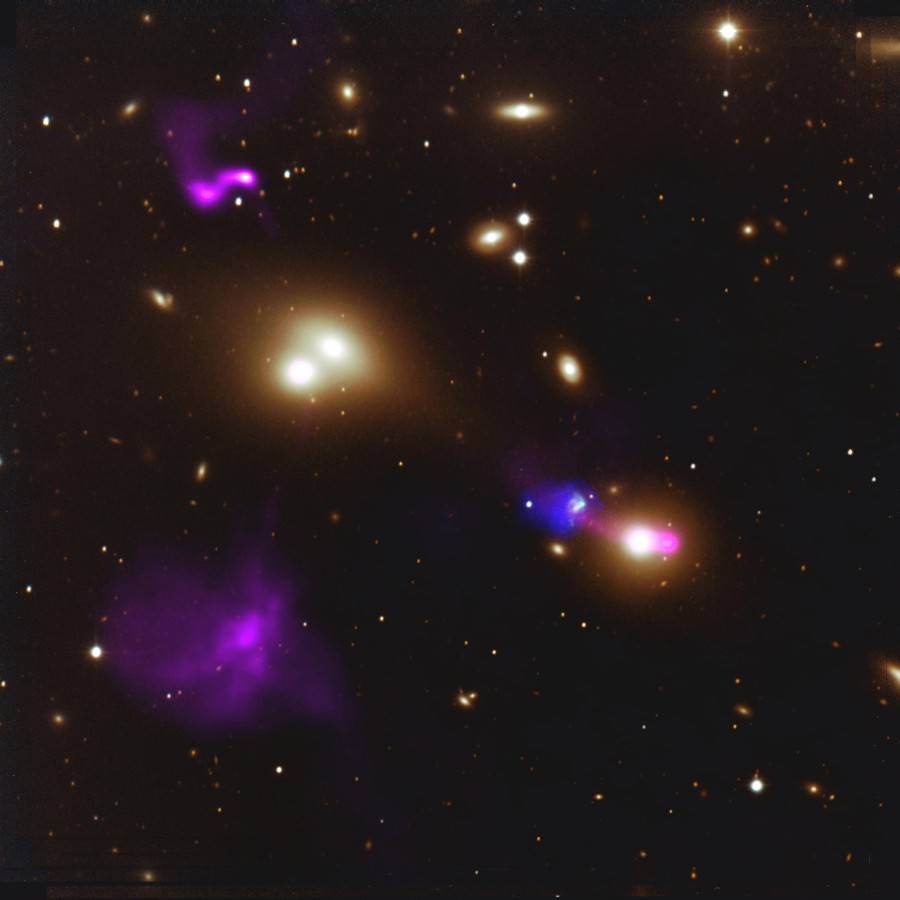
L'amas Abell 194. (Image courtesy of NRAO/AUI and Courtesy of S.Croft;W.van Breugel;W. de Vries;J.van Gorkom;H.Morganti;T.Osterloo;M.Dopita;M.Gregg)

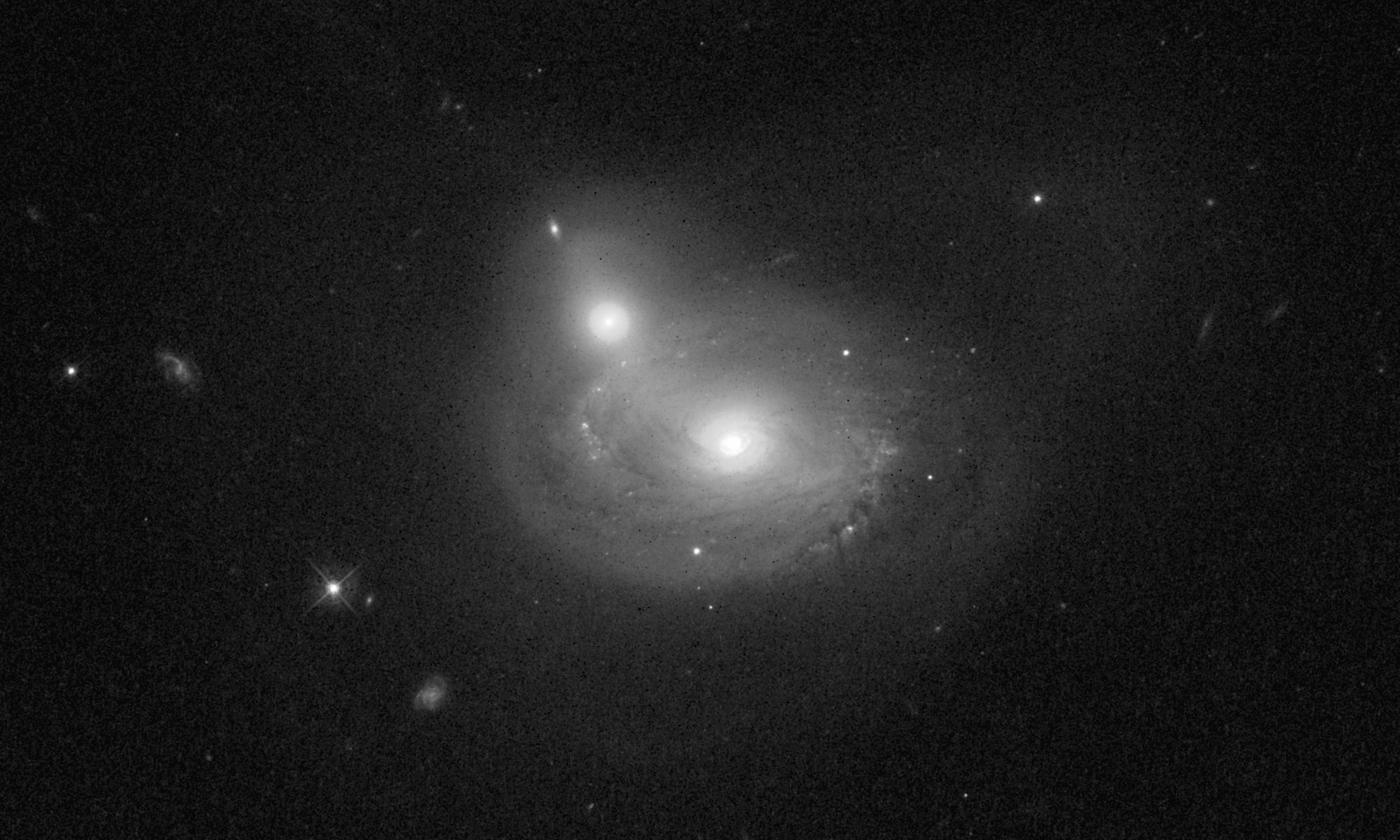
NGC 545 et NGC 547 par le télescope spatial Hubble.

NGC 545 est la plus grosse et la plus brillante galaxie d'une groupe de galaxie qui porte son nom. Le groupe de NGC 545 fait partie d'un ensemble plus vaste, l'amas galactique Abell 194,. D'ailleurs, la désignation DRCG 7-43 est utilisée par Wolfgang Steinicke pour indiquer que cette galaxie figure au catalogue des amas galactiques d'Alan Dressler. Les nombres 7 et 43 indiquent respectivement que c'est le 7e amas (Abell 194) de la liste et la 43e galaxie de cette liste. Cette même galaxie est aussi désignée par ABELL 194:[D80] 43 par la base de données NASA/IPAC, ce qui est équivalent. Dressler indique que NGC 519 est une galaxie lenticulaire de type E.
Deux galaxies de ce groupe, NGC 545 et NGC 547, produisent d'immenses et puissants jets de matière dans la région qui entoure leur trou noir supermassif central. Ces jets ont été captés en onde radio par les radiotélescopes du VLA et sont montrés en violet sur l'image de l'amas ci-dessous. Les jets de ces deux galaxies en interaction gravitationnelle sont projetés à des distances d'environ 250 000 années-lumière. Le jet plus court de la galaxie NGC 541, un peu plus bas à droite, entre en collision avec un nuage d'hydrogène coloré en bleu foncé qui a aussi été détecté en onde radio par le VLA. L'onde de choc créé par ce jet a engendré une zone de formation de formation d'étoiles, colorée en bleu pâle, imagée dans le visible par le télescope de 2,3 m de l'observatoire de Siding Spring en Australie. Ce type assez rare de pouponnière d'étoiles est connu sous le nom d'objet de Minkowski,, un exemple de trou noir créant la vie dans l'univers sous forme d'étoiles bébés.
Outre NGC 545, les principales galaxies du groupe de NGC 545 sont NGC 530, NGC 541, NGC 547, NGC 560, NGC 564, NGC 570, NGC 577, NGC 585, UGC 892 et UGC 1062 (respectivement CGCG 0118.7-0048 et CGCG 0126.4-0049 notées 0118-0048 et 0126-0049 dans un article d'Abraham Mahtessian paru en 1998).

## Groupe de NGC 585
D'autre part, dans un article paru en 1993, A.M. Garcia inclut NGC 545 dans le groupe de NGC 585. Ce groupe comprend au moins 23 galaxies. Les autres galaxies du catalogue NGC de ce groupe sont : NGC 519, NGC 538, NGC 541, NGC 543, NGC 547, NGC 548, NGC 570 et NGC 585. Outre NGC 545, les galaxies communes aux deux listes de ces études sont NGC 541, NGC 547, NGC 585, UGC 892 et UGC 1062. Il faudrait peut-être fusionner les galaxies de ces deux listes en un seul groupe.